# عمقان (رخية)
'

تعديل مصدري - تعديل

عمقان هي إحدى قرى عزلة رخية بمديرية رخية التابعة لمحافظة حضرموت، بلغ تعداد سكانها 214 نسمة حسب تعداد اليمن لعام 2004.